# Viricelles
Cet article possède un paronyme, voir Varicelle.
Viricelles est une commune française située dans le département de la Loire en région Auvergne-Rhône-Alpes.

## Géographie
La commune de Viricelles est située dans les monts du Lyonnais entre Forez et Lyonnais. Elle est en effet à 50 min de Lyon et 30 min de Saint-Étienne. Elle surplombe la nationale 89.

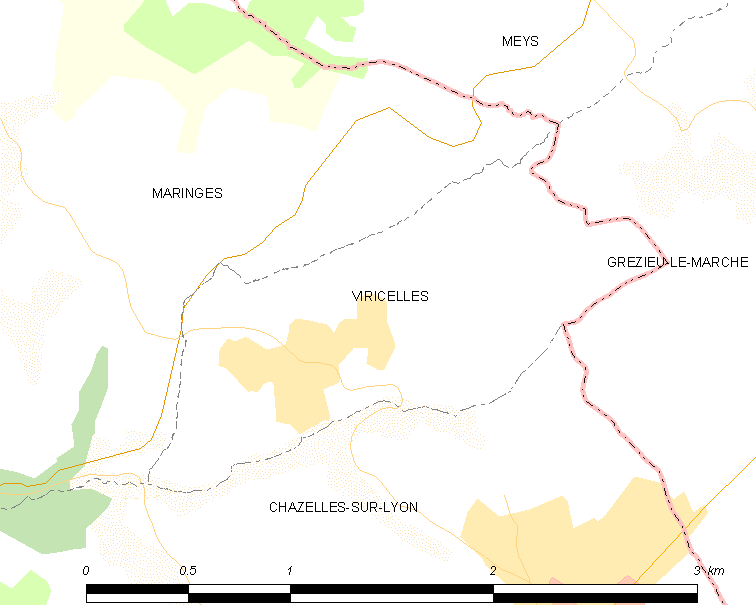
Localisation du village et des communes aux alentours

| Maringes |                    | Meys Rhône              |
|          | Viricelles         | Grézieu-le-Marché Rhône |
|          | Chazelles-sur-Lyon |                         |

### Climat
Pour des articles plus généraux, voir Climat d'Auvergne-Rhône-Alpes et Climat de la Loire.
En 2010, le climat de la commune est de type climat des marges montargnardes, selon une étude du Centre national de la recherche scientifique s'appuyant sur une série de données couvrant la période 1971-2000. En 2020, Météo-France publie une typologie des climats de la France métropolitaine dans laquelle la commune est exposée à un climat de montagne ou de marges de montagne et est dans la région climatique  Nord-est du Massif Central, caractérisée par une pluviométrie annuelle de 800 à 1 200 mm, bien répartie dans l’année. 
Pour la période 1971-2000, la température annuelle moyenne est de 10,1 °C, avec une amplitude thermique annuelle de 16,5 °C. Le cumul annuel moyen de précipitations est de 786 mm, avec 9,5 jours de précipitations en janvier et 7,2 jours en juillet. Pour la période 1991-2020, la température moyenne annuelle observée sur la station météorologique de Météo-France la plus proche, « Chazelles-Lyon », sur la commune de Chazelles-sur-Lyon à 2 km à vol d'oiseau, est de 10,6 °C et le cumul annuel moyen de précipitations est de 764,0 mm,. Pour l'avenir, les paramètres climatiques de la commune estimés pour 2050 selon différents scénarios d'émission de gaz à effet de serre sont consultables sur un site dédié publié par Météo-France en novembre 2022.

## Urbanisme

### Typologie
Au 1er janvier 2024, Viricelles est catégorisée commune rurale à habitat dispersé, selon la nouvelle grille communale de densité à sept niveaux définie par l'Insee en 2022.
Elle est située hors unité urbaine. Par ailleurs la commune fait partie de l'aire d'attraction de Chazelles-sur-Lyon, dont elle est une commune de la couronne,. Cette aire, qui regroupe 2 communes, est catégorisée dans les aires de moins de 50 000 habitants,.

## Blasonnement
|  | Les armoiries de Viricelles se blasonnent ainsi : D’azur à la jumelle ondée haussée d’argent, accompagnée en pointe d’un tunnel d’or maçonné et ouvert de sable soutenu de deux épis de blé ployés, tigés et feuillés d’or passés en sautoir, mouvant de la pointe, au soleil levant d’or. |

## Politique et administration
| Période                                  | Période  | Identité          | Étiquette | Qualité |
| ---------------------------------------- | -------- | ----------------- | --------- | ------- |
| Les données manquantes sont à compléter. |          |                   |           |         |
| avant 1981                               | ?        | Alfred Venet      |           |         |
| mars 2001                                | En cours | Jean-Jacques Vray |           |         |

## Démographie
L'évolution du nombre d'habitants est connue à travers les recensements de la population effectués dans la commune depuis 1793. Pour les communes de moins de 10 000 habitants, une enquête de recensement portant sur toute la population est réalisée tous les cinq ans, les populations de référence des années intermédiaires étant quant à elles estimées par interpolation ou extrapolation. Pour la commune, le premier recensement exhaustif entrant dans le cadre du nouveau dispositif a été réalisé en 2004.

En 2022, la commune comptait 448 habitants, en évolution de −3,45 % par rapport à 2016 (Loire : +1,32 %, France hors Mayotte : +2,11 %).
| 1793 | 1800 | 1806 | 1821 | 1831 | 1836 | 1841 | 1846 | 1851 |
| ---- | ---- | ---- | ---- | ---- | ---- | ---- | ---- | ---- |
| 300  | 229  | 391  | 414  | 354  | 313  | 285  | 309  | 348  |

| 1856 | 1861 | 1866 | 1872 | 1876 | 1881 | 1886 | 1891 | 1896 |
| ---- | ---- | ---- | ---- | ---- | ---- | ---- | ---- | ---- |
| 343  | 394  | 435  | 583  | 574  | 560  | 572  | 523  | 477  |

| 1901 | 1906 | 1911 | 1921 | 1926 | 1931 | 1936 | 1946 | 1954 |
| ---- | ---- | ---- | ---- | ---- | ---- | ---- | ---- | ---- |
| 453  | 458  | 467  | 380  | 398  | 416  | 401  | 366  | 302  |

| 1962 | 1968 | 1975 | 1982 | 1990 | 1999 | 2004 | 2006 | 2009 |
| ---- | ---- | ---- | ---- | ---- | ---- | ---- | ---- | ---- |
| 258  | 216  | 204  | 237  | 283  | 333  | 366  | 372  | 417  |

| 2014 | 2019 | 2022 | - | - | - | - | - | - |
| ---- | ---- | ---- | - | - | - | - | - | - |
| 463  | 442  | 448  | - | - | - | - | - | - |

## Lieux et monuments
- Église de l'Immaculée-Conception de Viricelles.